# Aeropuerto Internacional de Nauru
El Aeropuerto Internacional de Nauru es el único aeropuerto de la República de Nauru. Está localizado en el distrito de Yaren, junto a otros edificios gubernamentales, como la sede del Parlamento.

## Aerolíneas y destinos

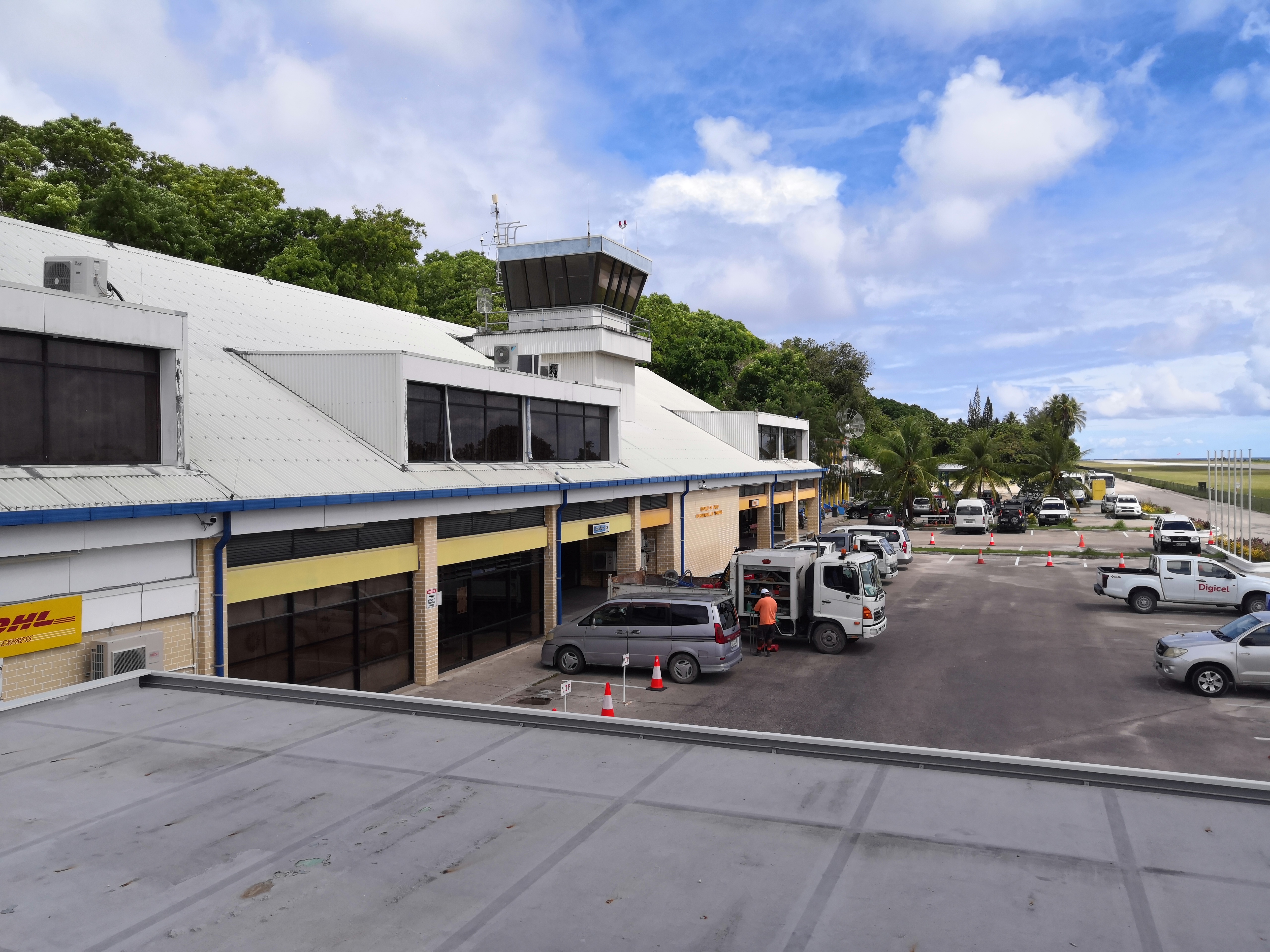
Edificio de la terminal del aeropuerto de Nauru

| Aerolíneas     | Destinos                                       |
| -------------- | ---------------------------------------------- |
| Nauru Airlines | Brisbane, Koror, Majuro, Nadi, Pohnpei, Tarawa |